# Barrage de Bui
Pour les articles homonymes, voir Bui.
Le barrage de Bui est un barrage poids situé sur le cours de la Volta Noire, au nord-est du Ghana. Sa construction, menée par l'entreprise chinoise Sinohydro, a duré de 2009 à 2013, année de sa mise en eau.
Son mode de financement, les conflits sociaux inhérents au chantier, ainsi que les problèmes, en particulier écologique, liés à sa mise en eau, ont créé des polémiques assez vives au Ghana.

## Histoire
La construction d'un tel barrage aurait été envisagée dès 1925 par Albert Ernest Kitson (en).
Une première tentative de construction est envisagée dans les années 1960 ; mais c'est finalement le barrage d'Akosombo qui est jugé plus prioritaire. En 1978, un nouveau projet est lancé avec l'appui de la Banque mondiale et de l'Australie. Mais les coups d'État se succèdent durant les trois années suivantes en découragent la réalisation. En 1992, une relance est effectuée et une étude de faisabilité est menée par la société française Coyne et Bellier (en). Dans l'intervalle, le manque de puissance installée conduit à un rationnement de l'énergie, ce qui amène la population à se prononcer plutôt en faveur du projet.

### Financement
Prévue depuis des années par le Ghana afin de renforcer l'indépendance énergétique du pays, la construction du barrage de Bui était retardée car la communauté internationale était réticente à construire ce barrage jugé néfaste sur les plans social et écologique ; ces réticences retardent au moins de dix ans la mise en chantier de l'ouvrage. La situation est débloquée en août 2008 par l’intervention de la République populaire de Chine, via l'intermédiaire de sa banque,.
80 % du financement du barrage est constitué d'un prêt à taux réduit fourni par l'Exim Bank of China, ce qui représente 562 millions de dollars ou 290 milliards de francs CFA, le restant est pris en charge par l'État du Ghana.
Le coût total du barrage est de 794 millions de dollars.

### Construction
La construction emploie environ 3 100 personnes sur le chantier : cinq cents Chinois et environ 2 600 Ghanéens. Toutefois, durant les travaux préparatoires, environ 70 Pakistanais, déjà aguerris aux travaux de construction de barrage, ont été employés temporairement par Sinohydro, ainsi qu'un géologue français. Les travailleurs locaux sont payés 3,5 cedi (l'équivalent d'environ 2,5 dollars) par jour, ce qui est supérieur au seuil garanti de 2,25 cedi, mais inférieur au salaire minimum recommandé pour le secteur de la construction (4,55 cedi). D'après le gouvernement ghanéen, environ 6 000 personnes en tout ont travaillé sur le chantier du barrage de Bui.
Les travailleurs ghanéens, embauchés dans les régions limitrophes, outre leur salaire anormalement bas, ne se sont pas vu proposer de contrat de travail régulier, disposent de logements de chantier inadéquat situé trop loin du barrage, enfin ont des tranches horaires de travail particulièrement longues : dix à douze heures par jour, sept jours sur sept. Un syndicat se constitue donc, non reconnu aux débuts par Sinohydro. Grâce à la médiation du gouvernement, la durée du travail est ramenée à cinq jours hebdomadaires et huit heures quotidiennes. Il aurait été possible, selon un responsable syndical, que des condamnés de droit commun aient été employés sur le chantier par Sinohydro. Certaines organisations syndicales ont été jusqu'à parler d'« esclavage » concernant les travailleurs ghanéens employés aux travaux du barrage,.
Aucune solidarité n'est constatée entre les travailleurs ghanéens et chinois : disposant de logements et de cantines séparés, ils vivent également selon des régimes de travail très différents. Si les Chinois travaillent neuf heures par jour et sept jours par semaine, ils sont en revanche payés environ 700 dollars mensuels, contre 75 pour les Ghanéens ; enfin, les spécialistes pakistanais travaillent huit heures par jour, six jours par semaine, et reçoivent environ 3 300 dollars mensuels, plus 80 dollars pour la nourriture. Ces différences de traitement créent donc une disparité, visible lors des conflits sociaux : lors des tensions, il a été constaté que des ouvriers chinois lançaient des pierres à leurs collègues africains contestataires.

### Inauguration
L'inauguration du barrage a lieu le 8 juin 2013.

## Missions et caractéristiques techniques du barrage

### Ouvrage
Le barrage de Bui, haut de 108 mètres au-dessus des fondations, et de 90 mètres au-dessus du lit de la rivière, a une longueur de 492 mètres en crête. Le volume total de béton utilisé est d'un million de mètres cubes. L'ouvrage est prévu pour résister à une crue décamillénale (retour tous les 10 000 ans).

### Centrale hydroélectrique
La centrale hydroélectrique a une puissance de 400 MW. Il permet au Ghana d'augmenter sa production hydroélectrique d'environ 20 %.
En plus de la centrale hydroélectrique, l'entreprise singapourienne G8Subsea fait savoir le 22 février 2022 qu'elle va procéder à l'installation de 350 000 m2 de panneaux photovoltaïques flottants sur le lac de retenue afin d'obtenir un surcroît de puissance potentielle de 65 mégawatts.

### Lac de réservoir
Le lac créé par la construction du barrage s'étend sur 444 kilomètres carrés et contient 12,57 kilomètres cubes d'eau.

### Irrigation
Outre la production électrique qui constitue sa mission première, le barrage aurait une vocation de soutien à l'irrigation, en permettant l'apport d'eau à 30 000 hectares de terres.

## Controverses
Les principales controverses concernant ce barrage sont d'ordre financier, écologique et territorial. La gestion du barrage face au changement climatique est elle aussi questionnée.

### Aspects humains
Outre les problèmes spécifiques au chantier mentionnés ci-dessus, le barrage nécessite le déplacement de 1 216 habitants vivant en amont de l'ouvrage, du fait de la submersion de leur vallée. Ce nombre est toutefois relativement faible par rapport à d'autres projets comparables, et leur indemnisation est relativement conséquente. Toutefois, l'avenir économique de cette population est fortement compromis par la création de la retenue, car ces personnes vivaient auparavant essentiellement de la pêche, et la nouvelle configuration fluviale les contraint à utiliser des équipements dont elles ne disposent pas.

### Aspects financiers
Sur le plan financier, la mainmise des entreprises chinoises, et notamment de Sinohydro, sur le potentiel énergétique de l'Afrique, est dénoncée. Les conditions de l'accord entre le Ghana et l'Exim Bank of China sont très favorables à cette dernière. Le taux d'intérêt du prêt, à 2 %, est certes bas, mais assorti d'un taux de concessionnalité de 42 % et d'une échéance à vingt ans. La partie non concessionnelle, à échéance de 17 ans, est assortie d'une période de grâce de cinq ans et garantie en cacao (le non-remboursement de la dette au bout de cinq ans impliquera un versement direct en cacao de la valeur équivalente au montant du remboursement).

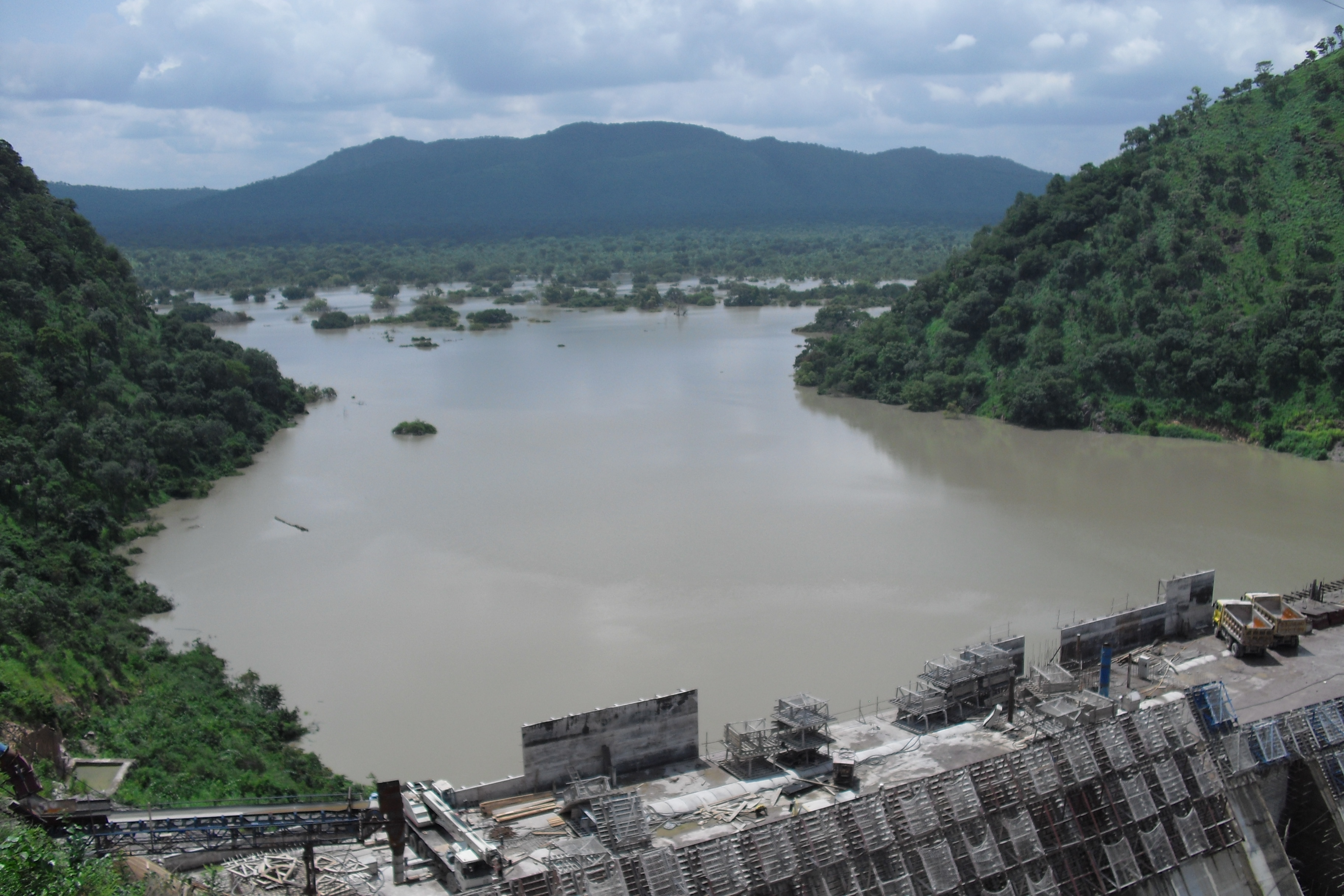
La mise en eau du barrage, noyant la forêt équatoriale située en amont.

### Environnement
D'un point de vue écologique, les défenseurs de l’environnement craignent que ce barrage, situé à l'intérieur du périmètre du Parc national de Bui, n'en ruine totalement l'intérêt écologique. En effet, la retenue créée noie 383 à 444 kilomètres carrés (le parc en mesure 1 820). Les populations d'hippopotames, d'éléphants et de papillons sont particulièrement menacées. D'autre part, entre 1 216 et 25 000 personnes sont déplacées par la création de ce lac. Contrairement aux promesses initiales, les riverains expulsés n'ont pas été relogées à proximité immédiate du réservoir, alors que nombre d'entre eux vivent principalement de la pêche, et n'ont pas pu recevoir les formations alternatives que leur avaient promises les autorités. Les conditions de relogement, elles non plus, ne respectent pas les engagements, la qualité des habitations ne correspondant pas à ce qu'elle était avant l'engloutissement des villages préexistants.

### Problèmes diplomatiques
Enfin, un troisième problème est créé par la construction du barrage : le Ghana est accusé par ses voisins (Côte d'Ivoire et Burkina Faso) d'avoir lancé cette construction sans consulter ses voisins, alors que le barrage est situé à proximité des frontières et risque d'influer sur l'écosystème des pays riverains. Emmanuel Kalou, directeur de cabinet du Ministère des Affaires Étrangères envoie le 17 juin 2013 un courrier à son homologue ghanéen, dans lequel il s'étonne que le barrage ait été mis en chantier puis en eau sans la moindre concertation avec les pays riverains,.

### Évolution du régime hydrologique
Le changement climatique affecte le régime fluvial de la Volta Noire. Les prévisions pour 2030-2039 sont, en particulier, une augmentation de la durée de la saison sèche est accentuée, une imprévisibilité accrue du démarrage de la saison humide plus importantes, une intensification des précipitations à la fin de cette dernière, une faible diminution générale du début annuel de la rivière, et une augmentation des épisodes de crues accroissant l'érosion et l'envasement du lac de retenue.